# السويهرة (تعز)
السويهره هي إحدى قرى جمهورية اليمن. وهي تتبع جغرافيًا لمحافظة تعز. وإداريًا لمديرية مقبنة. يبلغ تعداد سكانها 2513 نسمة حسب الإحصاء الذي جرى عام 2004.